# ニコライ・シュヴェルニク
ニコライ・ミハイロヴィチ・シュヴェルニク（ロシア語: Никола́й Миха́йлович Шве́рник, ラテン文字転写: Nikolai Mikhailovich Shvernik, ユリウス暦1888年5月7日（グレゴリオ暦5月19日） -  1970年12月24日）は、ソビエト連邦の政治家。ソ連最高会議幹部会議長（在任：1946年3月19日 - 1953年3月15日）を務めた。

## 生涯
1888年、サンクトペテルブルクに生まれる。1905年にロシア社会民主労働党に入党。のち同党がボリシェヴィキとメンシェヴィキに分裂すると、ボリシェヴィキ側に付いた。ロシア革命後の1924年、ロシア・ソビエト連邦社会主義共和国の人民委員に就任し、翌1925年には党中央委員に選出された。1927年にウラル地方の党書記に降格されるが、ヨシフ・スターリンの五カ年計画に基づく重工業化に対する熱心な唱道者であったため、政治的に復権を果たした。
1929年にモスクワに戻り、冶金労働者組合議長に就任、共産党組織局員兼書記に選出された。1930年全ソ労組中央評議会第一書記に就任し、1944年までこの地位にいた。1939年にはソ連共産党政治局員候補に選出された。
第二次世界大戦中、シュヴェルニクはおもにヨーロッパ・ロシアの産業をナチス・ドイツの侵攻からウラル以東に疎開させる役割を担った。戦後の1946年、ミハイル・カリーニンの跡を引継いでソ連の国家元首に相当する最高会議幹部会議長に選出された。1952年党幹部会員（政治局員）に昇格するが、翌1953年スターリンの死後、幹部会員候補に降格されている。
スターリンの死後は、名目上の国家元首として一層存在感を薄くしていたが、1953年、その地位をソ連邦元帥であるクリメント・ヴォロシーロフに取って代わられた。最高会議幹部会議長を退いたシュヴェルニクは、古巣である全ソ労組中央評議会議長に選出された。1956年、ニキータ・フルシチョフによってソ連共産党統制委員会議長に就任する。フルシチョフは非スターリン化の一環として、シュヴェルニクに大粛清の犠牲者に対する名誉回復を担当させた。このため、この時期統制委員会は「シュヴェルニク委員会」と呼ばれた。1957年党幹部会員に復帰し、1966年に引退するまで正会員の地位を保った。 1970年に死去。